# Синдинг, Кристиан Август
Кристиан Август Синдинг (норв. Christian August Sinding; 11 января 1856, Конгсберг — 3 декабря 1941, Осло) — норвежский композитор. Брат Отто и Стефана Синдингов.

## Биография
Сын Маттиаса Вильгельма Синдинга (1811-1860) и Сесили Мари Мейделл (1817-86). Учился в Лейпцигской консерватории у Саломона Ядассона. С 1880 по 1882 год совершенствовался в Берлине, Мюнхене и Дрездене.
Премьера его Первой симфонии состоялась в городе Лейпциге, снискав высокую оценку германской музыкальной критики. Опера Синдинга «Священная гора» (нем. Der heilige Berg, 1914) была написана на немецкий текст. В то же время немецкое влияние не заслоняло в творчестве Синдинга специфически норвежских музыкальных корней. В ноябре 1898 года женился на актрисе Августе Гаде, урождённой Смит-Петерсен (1858–1936).
В 1916 г. Синдинг получил государственную пенсию как «крупнейший национальный композитор после Грига». В 1920—1921 гг. преподавал в США в Истменовской школе музыки.
За восемь недель до своей смерти Кристиан Синдинг вступил в фашистскую партию «Национальное единение». Этот факт до сих пор остаётся в Норвегии предметом горячих споров. Защитники Синдинга указывают, что композитор неоднократно критиковал немецкую оккупацию, в начале 30-х годов он защищал права еврейских музыкантов, также с конца 30-х годов Синдинг страдал от лёгкой формы деменции.

## Использование музыки
- 1910 — В. Ф. Нижинский поставил и исполнил Восточный танец (или Сиамский танец, фр. Danse Siamoise) на музыку Rondoletto giocoso, op. 32/5, в оркестровке И. Ф. Стравинского в дивертисменте «Ориенталии», Русский балет Дягилева[6]